# Corbins
Corbins – gmina w Hiszpanii, w prowincji Lleida, w Katalonii, o powierzchni 21,34 km². W 2011 roku gmina liczyła 1403 mieszkańców.